# Ваболе, Клара Рудольфовна
Клара Рудольфовна Ваболе (по мужу — Титова, латыш. Klāra Vabole; род. 3 марта 1937) — советская и латвийская театральная актриса и спортсменка.

## Биография
Клара Ваболе родилась 3 марта 1937 года в Аполлонском районе Ставропольского края. Мать — Элза Упмале-Ваболе, почтовая служащая. Отец — Рудолф Вабол, военнослужащий, погиб в 1944 году под Великими Луками.
Училась в Эдоле, Эдольской волости, затем в 7-летней школе в Вентспилсе. В 1952 году поступила в рижский Культпросвет техникум, который окончила в 1958 году. С 1957 года работала на рижском главпочтамте инструктором по физкультуре и массовой работе. В том же 1957 году получила звание мастера спорта СССР. Участвовала во всесоюзном параде в Москве в Лужниках. Стала самой первой и самой юной спортсменкой в Латвии в спортивной акробатике в смешанной паре.
В 1958 году зачислена в рижский ТЮЗ в латышскую труппу, затем много лет выступала в русской труппе ТЮЗа, вплоть до закрытия театра в 1992 году.
В 1962 году вышла замуж за актёра рижского ТЮЗа, Константина Титова и в этом же году родилась дочь — Марина Титова. В 1962 году поступила учиться в Латвийскую государственную консерваторию на актёрское отделение.
Активно занималась спортивной акробатикой в спортивном обществе «Даугава». Была многократной чемпионкой Латвийской ССР по спортивной акробатике в смешанной паре.
В 1968 году присвоена первая, а в 1986 году высшая актёрская категория.
Участвовала в радиоспектаклях, озвучивании мультфильмов, проводила детские, заводские, городские и другие крупные культурные мероприятия республиканского уровня вместе с актёрами и музыкантами, такими как Марина Зирдзиня, Харрис Браунс, Вера Сингаевская, Рудольф Плепис, Янис Витолиньш, Владимир Окунь, Эдуард Булавинов и Гунта Лаукмане. Одна из немногих актрис, которая свободно работала на русском и латышском языках.
После закрытия рижского ТЮЗа работала в течение 15 лет в Имантской экспериментальной школе г. Риги. В этот же период 6 лет работала в детской театральной студии Ольги Пирагс, преподавала речь.

## Признание и награды

### Спортивные достижения
- 1957 — мастер спорта СССР по акробатике (удостоверение № 9974, приказ № 655 от 20 декабря 1957 года)
- 1959 — мастер спорта СССР по акробатике (повторно)
- Грамота за II место в первенстве ПрибВО по акробатике среди смешанных пар мастеров спорта (от 7 июня 1965 года)
- Грамота за II место в соревнованиях на личное первенство ПрибВО по акробатике среди смешанных пар (от 6 апреля 1966 года)
- Диплом за II место в чемпионате Латвийской ССР по акробатике в упражнениях смешанной пары с результатом 74,5 (Рига, от 25 сентября 1965 года)

### Театральные заслуги
- Почётная грамота министерства культуры Латвийской ССР (от 25 ноября 1981 года)
- Почётная грамота министерства культуры Латвийской ССР (от 3 марта 1987 года)

## Творчество

### Роли в театре

#### Рижский ТЮЗ

##### Русская труппа
- 1956 — «Молодые побеги» Казиса Бинкиса — Школьница
- «В поисках радости» Виктор Розов — Вера
- «Когда пылает сердце» Я. Анерауда — Марите
- 1958 — «Сомбреро» Сергея Михалкова — Алла (школьница)
- 1959 — «Копьё чёрного принца» Л. Прозоровского и П. Хомского — Велта
- 1959 — «Друг мой Колька» Александра Хмелика — Маша Канарейкина
- 1959 — «Чёртова мельница» Исидора Штока по пьесе Яна Дрды — Чертовка
- 1960 — «Кукла Надя» Вадима Коростылёва — кукла Надя
- 1960 — «Приключения Тома Сойера» Марка Твена — Бэкки Тетчер
- 1961 — «Мишка, Серёга и я — Гарик» В. Маланкина и Г. Цеплиовича — Аня Мальцева
- 1961 — «Космический гость» по водевилю Бориса Рабкина — Вера
- 1961 — «Третье желание» В.Блажека — Девочка
- 1962 — «Я сам» Дмитрия Щеглова — Пионерка; Алёшина мама в детстве
- 1962 — «Сотворившая чудо» Уильяма Гибсона — Перси
- 1963 — «Перед ужином» Виктора Розова — Ирина Пескова
- 1963 — «Всё это не так просто» Г. Шмелёва — Галина Санникова
- 1965 — «Гусиное перо» Семёна Лунгина — Наташа Мордовина
- 1965 — «Буратино» по сказке Алексея Толстого — Пьеро
- 1964 — «Толя, Володя» Геннадия Мамлина — Стёпа, брат Кости Петушкова
- 1966 — «Пузырьки» Александра Хмелика — Скрипицина
- 1966 — «Они и мы» Натальи Долининой — Девочка
- 1967 — «Винни Пух и все-все-все» по произведениям Алана Милна — Кролик (его так и зовут — Кролик)
- 1968 — «Синяя птица» Мориса Метерлинка — Душа Воды
- 1968 — «Малыш и Карлсон, который живёт на крыше» Астрид Линдгрен — Малыш
- 1969 — «Принц и нищий» по роману Марка Твена — Паж; Беднота, уличная голь, бродяги
- 1970 — «Пеппи Длинныйчулок» Астрид Линдгрен Семёна Лунгина — Лошадка
- 1971 — «Винни Пух и его друзья» Алана Милна — Кролик (его так и зовут — Кролик)
- 1972 — «Дождь лил как из ведра» Александра Хмелика — Оля Тучкина
- 1973 — «Новые похождения Карлсона» Астрид Линдгрен — Малыш
- 1974 — «Бумбараш» по ранним произведениям Аркадия Гайдара Евгения Митько, Ю. Михайлова и Владимира Дашкевича — Иртыш
- 1975 — «Приключения Буратино в Стране Дураков» по сказке Алексея Толстого — 1-й полицейский; Сверчок
- 1976 — «Золотой конь» Райнис — Пропавший ребёнок
- 1977 — «Сказки Пушкина» — Белочка
- 1977 — «Малыш и Карлсон, который живёт на крыше» Астрид Линдгрен — Малыш
- 1978 — «Золушка» по пьесе Евгения Шварца на основе сказки Шарля Перро — Паж
- 1979 — «История одного покушения» Семёна Лунгина и Ильи Нусинова — Монашка
- 1980 — «Похищение Софии» Визмы Белшевицы — Лошадь
- 1982 — «Маугли» Л. Стумбре и У. Берзиньша по Книге джунглей Редьяра Киплинга — Бандар-логи
- 1984 — «Снежная королева» по пьесе Евгения Шварца — ворона Клара
- 1985 — «Том Сойер» по роману Марка Твена — Миссис Гарпер; Миссис Лоренс
- 1985 — «Чукоккала» по произведениям Корнея Чуковского — Африканцы; Блошки, Кокоша
- 1987 — «Вариации на тему феи Драже» А.Кутерницкого — Жители и гости города Ленинграда
- 1988 — «Великий Будда помоги им» Алексея Казанцева — Солдаты «Организации Наверху»; Жители коммуны

##### Латышская труппа
- 1957 — «В поисках радости» (латыш. "Prieku meklējot") Виктора Розова — Вера Третьякова
- 1958 — «Сомбреро» (латыш. "Sombrēro") Михалкова Сергея — Алла
- 1958 — «Когда пылает сердце» (латыш. "Kad liesmo sirds") Яниса Анерауда — Марите
- 1959 — «Снежная королева» (латыш. "Sniega karaliene") Евгения Шварца — Принцесса Эльза
- 1959 — «И так и этак, всё ничего» (латыш. "Šis un tas itnekas") Яниса Акуратера — Уточка
- 1969 — «Шурум Бурум» (латыш. "Šurumburums") — Клара
- 1971 — «Винни-Пух и его друзья» (латыш. "Lācītis Pūks un viņa draugi") Алана Милна — Пятачок

### Фильмография
- 1985 — фильм-спектакль Чукоккала[3]
- 1992 — Тайны семьи де Граншан — эпизод[4]
- 1994 — Чёрный клоун

### Озвучивание мультфильмов
- 1972 — Как волк не съел поросёнка[латыш.] (озвучка только латышской, оригинальной версии мультфильма. В титрах ошибочно указан муж Клары Ваболе — К. Титов, неизвестна версия мультфильма с его озвучкой).